# Luky János
Luky János (Barsendréd, 1945.) nyugalmazott postai alkalmazott, helytörténet-kutató

## Élete
Barsendréden, majd Nagysallón járt iskolába, végül a zselízi gimnáziumban érettségizett. Pedagógusnak készült, először a fegyverneki iskolába irányították, de Nagyölveden kezdett tanítani. Konfliktusba keveredett az egyik tanfelügyelővel, így nem diplomázott le. Két év tanítás, majd két év katonai szolgálat után Léván helyezkedett el a postahivatal főpénztárában. Ott dolgozott közel negyven éven át.
1985-2018 között Barsendréd képviselőtestületi tagja, 1990-től három cikluson keresztül alpolgármester. 1990-ben a községi krónikát kutatva fokozatosan helytörténeti kutatóvá vált. 2007-től Barsendréd krónikása, szerkeszti Barsendréd honlapját és kétnyelvű községi újságját. 2016-tól a Barsendréd múltja és jelene helytörténeti kiállítás létrehozója. Petőfi-esteket és színdarabokat szervezett. A helyi Magyar Közösség Pártja elnöke volt.

## Elismerései
- Szlovákia legjobb krónikása, kisközségek kategória
- A Lévai járás legjobb monográfiája (Matica slovenská)
- 2015: Magyar Arany Érdemkereszt[1]
- 2015: Polgármester díja, Barsendréd

## Művei
- 2010 Ondrejovce-Barsendréd 1260-2010.
- 2013 Kňazi v Ondrejovciach. Ondrejovčan VII/1
- 2023 Barsendréd neves családjai - Významné rodiny Ondrejoviec. Barsendréd